# Jean-François Deniau
Pour les articles homonymes, voir Deniau.
Jean-François Deniau, né le 31 octobre 1928 à Paris et mort le 24 janvier 2007 dans la même ville, est un homme politique et écrivain français. Il a été ambassadeur, ministre, commissaire européen, député, président du conseil général du Cher, essayiste et romancier et membre de l'Académie française. C'était aussi un navigateur émérite.

## Biographie

### Famille et formation
Jean-François Deniau est issu d’une famille de viticulteurs et de forestiers établie en Sologne depuis plus de quatre siècles. Un de ses trisaïeuls maternels (Georges Crismanovich) était né en 1785 à Dubrovnik (Raguse) et fut l'aide de camp du maréchal Marmont. Son père, Marcel Deniau, polytechnicien et ingénieur des Ponts et Chaussées, meurt alors qu'il a sept ans. Il est élevé par sa mère avec le soutien de la famille Deniau.
Il effectue ses études secondaires au lycée Pasteur à Neuilly-sur-Seine et au lycée Saint-Louis-de-Gonzague, puis au lycée privé Sainte-Geneviève à Versailles. Deux fois lauréat du Concours général, il obtient ensuite une licence ès lettres (ethnologie et sociologie), ainsi qu'un DES d'économie politique. Il est diplômé de l'Institut d'études politiques de Paris (section Service public, 1947) et docteur en droit. Il est membre de la Conférence Olivaint durant ses études.
En 1949, Jean-François Deniau rejoint son frère aîné Xavier Deniau en Indochine, où il sert dans une unité de partisans montagnards. C'est à Saïgon qu'il passe les épreuves écrites du concours d'entrée à l'ENA, dans des circonstances un peu rocambolesques qu'il raconte avec humour dans ses Mémoires.
Admis à l'ENA en 1950, il effectue une année de stage au Haut Commissariat de France en Allemagne, auprès de l'ambassadeur André François-Poncet. Accueilli à Bonn par Alain Peyrefitte et Claude Cheysson, il noue avec eux des relations d'amitié.

### Carrière de haut fonctionnaire
À sa sortie de l'ENA, promotion « Jean Giraudoux » (1952), Jean-François Deniau opte pour l'Inspection des Finances, de même que Valéry Giscard d'Estaing.
En 1956, il devient secrétaire général permanent de la délégation française à Bruxelles, dont le président est Maurice Faure. Il est rédacteur du préambule du traité de Rome, signé le 25 mars 1957, dans lequel il a eu la grande satisfaction de glisser le mot « idéal ». De 1958 à 1963, à la Commission européenne, il est successivement directeur puis directeur général chargé des négociations avec l'Angleterre, et enfin commissaire chargé des négociations avec les pays d'Afrique qui aboutissent aux accords de Lomé.
En 1963, il est nommé ambassadeur de France en Mauritanie par Charles de Gaulle, puis, en 1967, membre de la Commission des communautés européennes chargé des négociations d'adhésion du Royaume-Uni, de l'Irlande et du Danemark, ainsi que de l'aide aux pays dits « en voie de développement ».

### Ministre et diplomate
En 1973, Jean-François Deniau entre dans le gouvernement de Pierre Messmer en tant que secrétaire d'État, chargé de la Coopération, puis est nommé secrétaire d'État auprès du ministre de l'Agriculture et du développement rural dans le gouvernement que forme Jacques Chirac après l'élection de Valéry Giscard d'Estaing à la présidence de la République en 1974. En 1976, il devient ambassadeur de France à Madrid, à la demande du nouveau roi Juan Carlos, avec lequel il avait noué des relations d'amitié lors de régates nautiques. Jean-François Deniau joue un rôle actif de conseil auprès du roi et du gouvernement durant la transition démocratique qui a suivi le décès du général Franco.
En septembre 1977, Jean-François Deniau est nommé secrétaire d'État auprès du ministre des Affaires étrangères dans le deuxième gouvernement de Raymond Barre, puis ministre du Commerce extérieur (1978), et enfin ministre de la Réforme administrative dans le dernier gouvernement Raymond Barre (1981).
En 1978, il est élu député (UDF) dans la première circonscription du Cher avec 51,95 % des suffrages exprimés contre 48,05 % à Jacques Rimbault, le maire communiste de Bourges). L'année suivante, il se présente avec succès aux élections cantonales dans canton de Bourges-4. Il devient vice-président du conseil général du Cher, puis président en 1981.
En juin 1981, Jacques Rimbault prend sa revanche aux élections législatives et l'emporte avec 52 % des suffrages. En 1986, Jean-François Deniau est réélu député du Cher, confirmé à chaque élection suivante jusqu'en 1997. Progressivement, et bien qu'il préside encore le conseil général du Cher, il se détache de la vie politique. Il doit en outre subir trois endoprothèses de l'aorte.
En 1997, il choisit de ne pas se représenter aux élections législatives, soutenant la candidature d'Yves Fromion (RPR), après avoir initié l'investiture d'Yves Galland (UDF-Parti radical), qui renonce finalement à se présenter. En mars 1998, il est distancé au premier tour des élections cantonales par Franck Thomas-Richard, candidat UDF-Démocratie libérale, ce dernier étant battu au second tour par la candidate socialiste. À la suite de ce qu'il dénonce amèrement comme un « lâchage » de sa famille politique, il démissionne de l'UDF, alors en pleine crise interne, à la suite des alliances de cinq présidents de conseils régionaux avec le FN.
Il est député européen de 1979 à 1986.

### Autres fonctions et activités

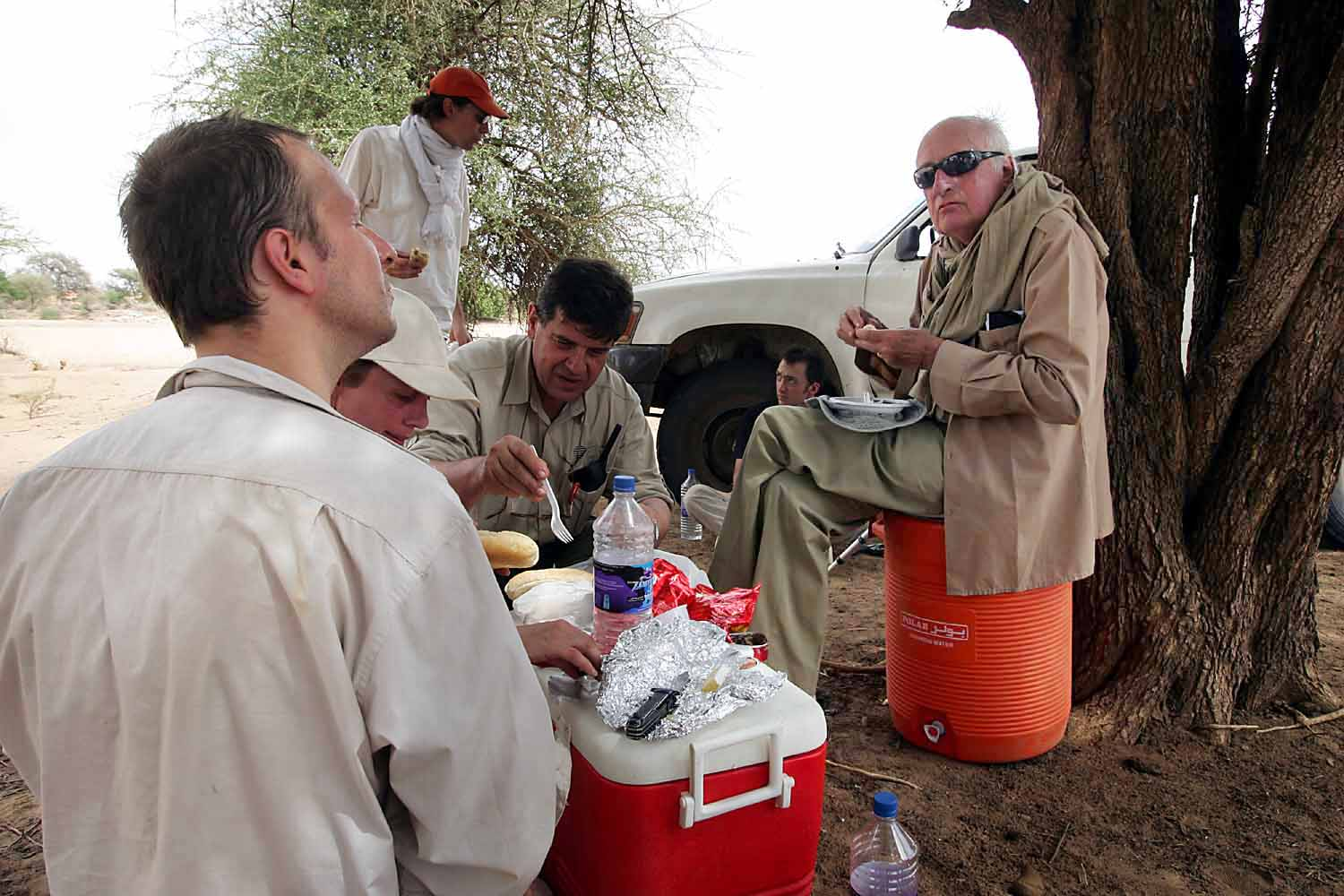
Jean-François Deniau, président d'honneur de Care france au Darfour en 2004,

En 1982, Jean-François Deniau crée à Strasbourg le « prix Sakharov pour la liberté de l'esprit ». Son combat pour les droits de l'homme et pour les peuples victimes de dictature ou d'occupation étrangère le conduisent à mener des missions aux quatre coins du monde : Érythrée, Cambodge, Afghanistan, Kurdistan, Somalie, ex-Yougoslavie, Liban, boat-people en Chine, Afrique du Sud, Espagne, Union soviétique, Inde, Roumanie, Sarajevo, etc.
Journaliste-chroniqueur au Figaro et éditorialiste à l'hebdomadaire L'Express, Jean-François Deniau écrit beaucoup et s'investit toujours autant dans les causes extérieures notamment en Afghanistan où il effectue des missions clandestines, notamment dans la province de Wardak, et s'efforce d'obtenir la reconnaissance de la résistance afghane par la communauté internationale.
En 1988, embarqué sur le porte-hélicoptères Jeanne d'Arc, croisant en mer de Chine, il est invité à passer quelques heures à bord du Mary, cargo généreusement prêté par son armateur à Médecins du monde pour une opération de sauvetage de réfugiés vietnamiens (boat-people) qui a duré trois mois. Durant ce bref passage, il croise l'écrivain et grand reporter Olivier Weber, alors en reportage pour Le Point, puis rencontre quelques réfugiés pour les besoins d'un article à paraître dans Paris Match.
Élu à l'Académie française le 11 avril 1992 au fauteuil 36, occupé auparavant par Jacques Soustelle, il est reçu par son ami Alain Peyrefitte qui, dans la conclusion de son discours, caractérise le parcours du récipiendaire dans les termes suivants : « Rêve et honneur, Monsieur, vous ont toujours habité. Votre itinéraire aura réconcilié plus d'un de nos contemporains avec notre époque ».
En 1995, après un triple pontage, âgé de 67 ans, il effectue une traversée de l'Atlantique à la voile accompagné du champion olympique de voile Nicolas Hénard. Ce passionné est élu à l'Académie de marine, en 1999, en remplacement d'Éric Tabarly. En 2003, il fonde l'association « Les Écrivains de marine », ce qui lui vaut le « Grand Prix de la Mer » pour son action et son œuvre littéraire. Il est également membre du comité d'honneur de la Maison internationale des poètes et des écrivains de Saint-Malo.
En 2004, il interprète le rôle du président de la République dans le film San-Antonio de Frédéric Auburtin d'après Frédéric Dard.
Fin 2006, il est nommé membre du comité d'honneur du traité de Rome qu'il a contribué à négocier aux côtés de Maurice Faure et de Jean François-Poncet. Il assiste avec ferveur à la première réunion de ce comité.
Jean-François Deniau meurt le 24 janvier 2007 à son domicile parisien situé dans le 6e arrondissement de Paris.

### Vie privée
Jean-François Deniau était marié avec Frédérique Dupuy, avocate et première adjointe au maire de Bourges. Il fut le compagnon de la journaliste Marie Dabadie. Il est le père de deux enfants : Maureen Deniau, artiste-peintre et le journaliste Grégoire Deniau.

## Distinctions et hommage

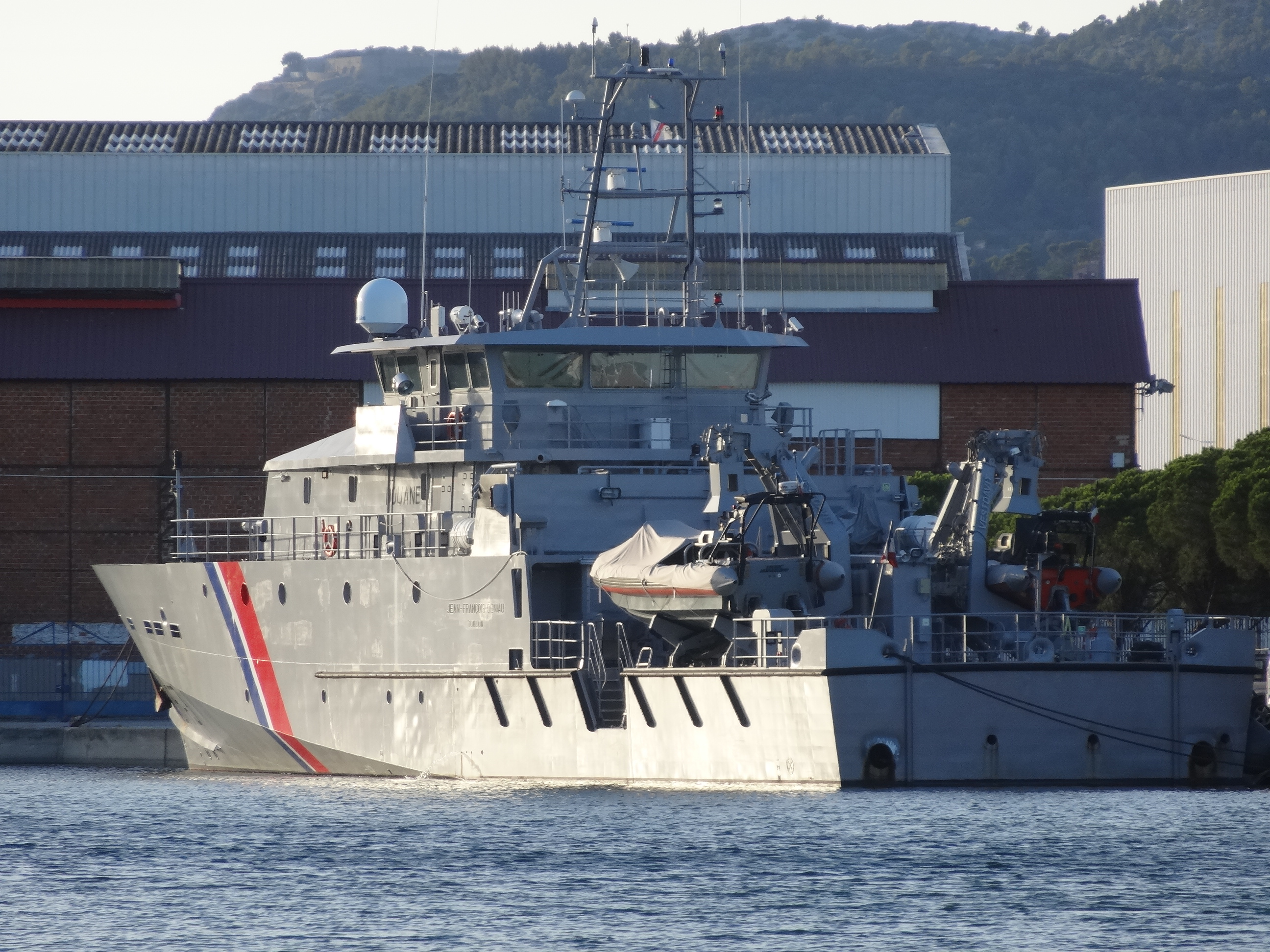
Le Jean-François-Deniau, patrouilleur de la douane française.

- Grand officier de la Légion d'honneur en 2005, au titre du ministère de la Défense (sergent dans l'artillerie). Il avait été élevé au grade de commandeur en 1998.
- Croix de guerre des Théâtres d'opérations extérieurs .
- Croix de la Valeur militaire avec palme.
- Commandeur de l'ordre des Arts et des Lettres (2004)[12]
- Médaille de la Société d'Encouragement au Progrès (Grande médaille d'or en 1994)[13]
- Grand-croix de l'ordre d'Isabelle la Catholique

En 2015, un patrouilleur des garde-côtes des douanes françaises, le Jean-François Deniau (DF P3), a été nommé en son honneur. Il est fréquemment affecté au service des missions de l'Union européenne en mer Méditerranée pour le compte de Frontex,.

## Œuvre
- 1955 : Le Bord des larmes (Grasset)
- 1958 : Le Marché commun (PUF)
- 1975 : La mer est ronde (Éditions du Seuil )
- 1977 : L’Europe interdite (Le Seuil)
- 1985 : Deux heures après minuit (Grasset)
- 1988 : La Désirade (Olivier Orban)
- 1989 : Un héros très discret (Olivier Orban) – prix du meilleur scénario au festival de Cannes 1996
- 1990 : L'Empire nocturne (Olivier Orban) – prix Renaissance des lettres 1991[16]
- 1992 : Ce que je crois (Grasset)
- 1993 : Le Secret du Roi des serpents (Plon)
- 1994 : Mémoires de sept vies. Tome 1 : Les Temps aventureux (Plon)
- 1996 : L’Atlantique est mon désert (Gallimard) – Prix Saint-Simon 1997
- 1997 : Mémoires de sept vies. Tome 2 : Croire et oser (Plon)
- 1998 : Le Bureau des secrets perdus (Odile Jacob)
- 1999 : Tadjoura (Hachette Littératures)
- 2000 : Histoires de courage (Plon)
- 2000 : La Bande à Suzanne (Stock)
- 2001 : L'Île Madame (Hachette Littératures)
- 2002 : Dictionnaire amoureux de la mer (Plon, coll. « Dictionnaire amoureux »)
- 2003 : La Gloire à 20 ans (XO éditions)
- 2004 : La Double Passion écrire ou agir (Robert Laffont)
- 2004 : La Lune et le miroir (Gallimard)
- 2005 : Le Secret du roi des Serpents (Hachette)
- 2005 : Le Grand Jeu (Hachette Littératures)
- 2005 : La Lune et le Miroir (Gallimard)
- 2005 : Survivre (Plon)
- 2007 : L'Oubli (Plon) – Prix littéraire de l'Armée de terre - Erwan Bergot en 2007